# Cristian Jesús Martínez
Cristian Jesús Martínez (Panama, 6 febbraio 1997) è un calciatore panamense, centrocampista dell'Ironi K. Shmona.